# Pandemia di COVID-19 in Sudan del Sud
Il primo caso della pandemia di COVID-19 in Sudan del Sud è stato confermato il 5 aprile 2020.

## Antefatti
Il 12 gennaio 2020, l'Organizzazione mondiale della sanità (OMS) ha confermato che un nuovo coronavirus era la causa di una nuova infezione polmonare che aveva colpito diversi abitanti della città di Wuhan, nella provincia cinese dell'Hubei, il cui caso era stato portato all'attenzione dell'OMS il 31 dicembre 2019.
Sebbene nel tempo il tasso di mortalità del COVID-19 si sia rivelato decisamente più basso di quello dell'epidemia di SARS che aveva imperversato nel 2003, la trasmissione del virus SARS-CoV-2, alla base del COVID-19, è risultata essere molto più ampia di quella del precedente virus del 2003, ed ha portato a un numero totale di morti molto più elevato.
Il 5 maggio 2023, l'Organizzazione mondiale della sanità dichiara ufficialmente la fine della pandemia.

## Andamento dei contagi
| Data                                                                         | Data       |  | Numero di casi | Numero di casi |
| ---------------------------------------------------------------------------- | ---------- |  | -------------- | -------------- |
| 05-04-2020                                                                   | 05-04-2020 |  | 1(N.D.)        |                |
| ⋮                                                                            | ⋮          |  | 1(=)           |                |
| 10-04-2020                                                                   | 10-04-2020 |  | 2(+100%)       |                |
| ⋮                                                                            | ⋮          |  | 2(=)           |                |
| 24-04-2020                                                                   | 24-04-2020 |  | 3(+50%)        |                |
| 25-04-2020                                                                   | 25-04-2020 |  | 3(=)           |                |
| 26-04-2020                                                                   | 26-04-2020 |  | 4(+33%)        |                |
| 27-04-2020                                                                   | 27-04-2020 |  | 4(=)           |                |
| 28-04-2020                                                                   | 28-04-2020 |  | 32(+700%)      |                |
| 29-04-2020                                                                   | 29-04-2020 |  | 32(=)          |                |
| 30-04-2020                                                                   | 30-04-2020 |  | 33(+3,1%)      |                |
| 01-05-2020                                                                   | 01-05-2020 |  | 43(+30%)       |                |
| 02-05-2020                                                                   | 02-05-2020 |  | 43(=)          |                |
| 03-05-2020                                                                   | 03-05-2020 |  | 44(+2,3%)      |                |
| 04-05-2020                                                                   | 04-05-2020 |  | 50(+14%)       |                |
| 05-05-2020                                                                   | 05-05-2020 |  | 50(=)          |                |
| 06-05-2020                                                                   | 06-05-2020 |  | 56(+12%)       |                |
| 07-05-2020                                                                   | 07-05-2020 |  | 72(+29%)       |                |
| 08-05-2020                                                                   | 08-05-2020 |  | 118(+64%)      |                |
| ⋮                                                                            | ⋮          |  | 118(=)         |                |
| 11-05-2020                                                                   | 11-05-2020 |  | 154(+31%)      |                |
| 12-05-2020                                                                   | 12-05-2020 |  | 192(+25%)      |                |
| 13-05-2020                                                                   | 13-05-2020 |  | 201(+4,7%)     |                |
| 14-05-2020                                                                   | 14-05-2020 |  | 234(+16%)      |                |
| 15-05-2020                                                                   | 15-05-2020 |  | 288(+23%)      |                |
| ⋮                                                                            |            |  |                |                |
| 21-05-2020                                                                   | 21-05-2020 |  | 479(N.D.)      |                |
| 22-05-2020                                                                   | 22-05-2020 |  | 561(+17%)      |                |
| 23-05-2020                                                                   | 23-05-2020 |  | 653(+16%)      |                |
| 24-05-2020                                                                   | 24-05-2020 |  | 653(=)         |                |
| 25-05-2020                                                                   | 25-05-2020 |  | 806(+23%)      |                |
| 26-05-2020                                                                   | 26-05-2020 |  | 806(=)         |                |
| 27-05-2020                                                                   | 27-05-2020 |  | 994(+23%)      |                |
| ⋮                                                                            | ⋮          |  | 994(=)         |                |
| 03-06-2020                                                                   | 03-06-2020 |  | 1 317(+32%)    |                |
| ⋮                                                                            | ⋮          |  | 1 317(=)       |                |
| 08-06-2020                                                                   | 08-06-2020 |  | 1 604(+22%)    |                |
| ⋮                                                                            | ⋮          |  | 1 604(=)       |                |
| 11-06-2020                                                                   | 11-06-2020 |  | 1 670(+4,1%)   |                |
| 12-06-2020                                                                   | 12-06-2020 |  | 1 670(=)       |                |
| 13-06-2020                                                                   | 13-06-2020 |  | 1 693(+1,4%)   |                |
| ⋮                                                                            | ⋮          |  | 1 693(=)       |                |
| 16-06-2020                                                                   | 16-06-2020 |  | 1 776(+4,9%)   |                |
| 17-06-2020                                                                   | 17-06-2020 |  | 1 813(+2,1%)   |                |
| 18-06-2020                                                                   | 18-06-2020 |  | 1 830(+0,94%)  |                |
| 19-06-2020                                                                   | 19-06-2020 |  | 1 864(+1,9%)   |                |
| 20-06-2020                                                                   | 20-06-2020 |  | 1 882(+0,97%)  |                |
| 21-06-2020                                                                   | 21-06-2020 |  | 1 892(+0,53%)  |                |
| 22-06-2020                                                                   | 22-06-2020 |  | 1 916(+1,3%)   |                |
| 23-06-2020                                                                   | 23-06-2020 |  | 1 930(+0,73%)  |                |
| 24-06-2020                                                                   | 24-06-2020 |  | 1 942(+0,62%)  |                |
| ⋮                                                                            |            |  |                |                |
| 28-06-2020                                                                   | 28-06-2020 |  | 1 989(N.D.)    |                |
| 29-06-2020                                                                   | 29-06-2020 |  | 1 989(=)       |                |
| 30-06-2020                                                                   | 30-06-2020 |  | 2 007(+0,9%)   |                |
| 01-07-2020                                                                   | 01-07-2020 |  | 2 021(+0,7%)   |                |
| ⋮                                                                            | ⋮          |  | 2 021(=)       |                |
| 13-07-2020                                                                   | 13-07-2020 |  | 2 148(+6,3%)   |                |
| 14-07-2020                                                                   | 14-07-2020 |  | 2 148(=)       |                |
| 15-07-2020                                                                   | 15-07-2020 |  | 2 153(+0,23%)  |                |
| 16-07-2020                                                                   | 16-07-2020 |  | 2 171(+0,84%)  |                |
| 17-07-2020                                                                   | 17-07-2020 |  | 2 191(+0,92%)  |                |
| 17-07-2020                                                                   | 17-07-2020 |  | 2 191(=)       |                |
| 18-07-2020                                                                   |            |  |                |                |
| 19-07-2020                                                                   | 19-07-2020 |  | 2 200(N.D.)    |                |
| 20-07-2020                                                                   | 20-07-2020 |  | 2 211(+0,5%)   |                |
| ⋮                                                                            | ⋮          |  | 2 211(=)       |                |
| 23-07-2020                                                                   | 23-07-2020 |  | 2 239(+1,3%)   |                |
| 24-07-2020                                                                   | 24-07-2020 |  | 2 258(+0,85%)  |                |
| 25-07-2020                                                                   | 25-07-2020 |  | 2 258(=)       |                |
| 26-07-2020                                                                   | 26-07-2020 |  | 2 262(+0,18%)  |                |
| 27-07-2020                                                                   | 27-07-2020 |  | 2 305(+1,9%)   |                |
| 28-07-2020                                                                   | 28-07-2020 |  | 2 305(=)       |                |
| 29-07-2020                                                                   | 29-07-2020 |  | 2 322(+0,74%)  |                |
| ⋮                                                                            | ⋮          |  | 2 322(=)       |                |
| 01-08-2020                                                                   | 01-08-2020 |  | 2 352(+1,3%)   |                |
| 02-08-2020                                                                   | 02-08-2020 |  | 2 429(+3,3%)   |                |
| 03-08-2020                                                                   |            |  |                |                |
| 04-08-2020                                                                   | 04-08-2020 |  | 2 437(N.D.)    |                |
| 05-08-2020                                                                   | 05-08-2020 |  | 2 437(=)       |                |
| 06-08-2020                                                                   | 06-08-2020 |  | 2 450(+0,53%)  |                |
| 07-08-2020                                                                   |            |  |                |                |
| 08-08-2020                                                                   | 08-08-2020 |  | 2 463(N.D.)    |                |
| 09-08-2020                                                                   | 09-08-2020 |  | 2 470(+0,28%)  |                |
| 10-08-2020                                                                   | 10-08-2020 |  | 2 470(=)       |                |
| 11-08-2020                                                                   | 11-08-2020 |  | 2 472(+0,08%)  |                |
| 12-08-2020                                                                   | 12-08-2020 |  | 2 477(+0,2%)   |                |
| 13-08-2020                                                                   | 13-08-2020 |  | 2 478(+0,04%)  |                |
| 14-08-2020                                                                   | 14-08-2020 |  | 2 482(+0,16%)  |                |
| 15-08-2020                                                                   | 15-08-2020 |  | 2 488(+0,24%)  |                |
| 16-08-2020                                                                   | 16-08-2020 |  | 2 489(+0,04%)  |                |
| 17-08-2020                                                                   | 17-08-2020 |  | 2 490(+0,04%)  |                |
| 18-08-2020                                                                   | 18-08-2020 |  | 2 490(=)       |                |
| 19-08-2020                                                                   | 19-08-2020 |  | 2 494(+0,16%)  |                |
| 20-08-2020                                                                   | 20-08-2020 |  | 2 494(=)       |                |
| 21-08-2020                                                                   | 21-08-2020 |  | 2 497(+0,12%)  |                |
| 22-08-2020                                                                   | 22-08-2020 |  | 2 497(=)       |                |
| 23-08-2020                                                                   | 23-08-2020 |  | 2 499(+0,08%)  |                |
| 24-08-2020                                                                   | 24-08-2020 |  | 2 504(+0,2%)   |                |
| 25-08-2020                                                                   | 25-08-2020 |  | 2 507(+0,12%)  |                |
| 26-08-2020                                                                   | 26-08-2020 |  | 2 510(+0,12%)  |                |
| 27-08-2020                                                                   | 27-08-2020 |  | 2 514(+0,16%)  |                |
| 28-08-2020                                                                   | 28-08-2020 |  | 2 518(+0,16%)  |                |
| 29-08-2020                                                                   | 29-08-2020 |  | 2 519(+0,04%)  |                |
| 30-08-2020                                                                   | 30-08-2020 |  | 2 519(=)       |                |
| 31-08-2020                                                                   | 31-08-2020 |  | 2 527(+0,32%)  |                |
| 01-09-2020                                                                   | 01-09-2020 |  | 2 527(=)       |                |
| 02-09-2020                                                                   | 02-09-2020 |  | 2 532(+0,2%)   |                |
| 03-09-2020                                                                   | 03-09-2020 |  | 2 533(+0,04%)  |                |
| 04-09-2020                                                                   | 04-09-2020 |  | 2 536(+0,12%)  |                |
| 05-09-2020                                                                   | 05-09-2020 |  | 2 544(+0,32%)  |                |
| 06-09-2020                                                                   | 06-09-2020 |  | 2 544(=)       |                |
| 07-09-2020                                                                   | 07-09-2020 |  | 2 545(+0,04%)  |                |
| 08-09-2020                                                                   | 08-09-2020 |  | 2 552(+0,28%)  |                |
| 09-09-2020                                                                   | 09-09-2020 |  | 2 555(+0,12%)  |                |
| 10-09-2020                                                                   | 10-09-2020 |  | 2 555(=)       |                |
| 11-09-2020                                                                   | 11-09-2020 |  | 2 568(+0,51%)  |                |
| 12-09-2020                                                                   | 12-09-2020 |  | 2 578(+0,39%)  |                |
| 13-09-2020                                                                   | 13-09-2020 |  | 2 578(=)       |                |
| 14-09-2020                                                                   | 14-09-2020 |  | 2 587(+0,35%)  |                |
| 15-09-2020                                                                   | 15-09-2020 |  | 2 592(+0,19%)  |                |
| 16-09-2020                                                                   | 16-09-2020 |  | 2 594(+0,08%)  |                |
| 17-09-2020                                                                   | 17-09-2020 |  | 2 599(+0,19%)  |                |
| 18-09-2020                                                                   | 18-09-2020 |  | 2 609(+0,38%)  |                |
| 19-09-2020                                                                   | 19-09-2020 |  | 2 642(+1,3%)   |                |
| 20-09-2020                                                                   | 20-09-2020 |  | 2 642(=)       |                |
| 21-09-2020                                                                   | 21-09-2020 |  | 2 649(+0,26%)  |                |
| 22-09-2020                                                                   | 22-09-2020 |  | 2 660(+0,42%)  |                |
| 23-09-2020                                                                   | 23-09-2020 |  | 2 664(+0,15%)  |                |
| 24-09-2020                                                                   | 24-09-2020 |  | 2 669(+0,19%)  |                |
| 25-09-2020                                                                   | 25-09-2020 |  | 2 676(+0,26%)  |                |
| 26-09-2020                                                                   | 26-09-2020 |  | 2 676(=)       |                |
| 27-09-2020                                                                   | 27-09-2020 |  | 2 686(+0,37%)  |                |
| 28-09-2020                                                                   | 28-09-2020 |  | 2 692(+0,22%)  |                |
| 29-09-2020                                                                   | 29-09-2020 |  | 2 700(+0,3%)   |                |
| 30-09-2020                                                                   | 30-09-2020 |  | 2 704(+0,15%)  |                |
| 01-10-2020                                                                   | 01-10-2020 |  | 2 704(=)       |                |
| 02-10-2020                                                                   | 02-10-2020 |  | 2 715(+0,41%)  |                |
| 03-10-2020                                                                   | 03-10-2020 |  | 2 715(=)       |                |
| 04-10-2020                                                                   | 04-10-2020 |  | 2 726(+0,41%)  |                |
| 05-10-2020                                                                   | 05-10-2020 |  | 2 726(=)       |                |
| 06-10-2020                                                                   | 06-10-2020 |  | 2 734(+0,29%)  |                |
| 07-10-2020                                                                   | 07-10-2020 |  | 2 748(+0,51%)  |                |
| 08-10-2020                                                                   | 08-10-2020 |  | 2 749(+0,04%)  |                |
| 09-10-2020                                                                   | 09-10-2020 |  | 2 761(+0,44%)  |                |
| 10-10-2020                                                                   | 10-10-2020 |  | 2 761(=)       |                |
| 11-10-2020                                                                   | 11-10-2020 |  | 2 777(+0,58%)  |                |
| 12-10-2020                                                                   | 12-10-2020 |  | 2 787(+0,36%)  |                |
| 13-10-2020                                                                   | 13-10-2020 |  | 2 798(+0,39%)  |                |
| 14-10-2020                                                                   | 14-10-2020 |  | 2 798(=)       |                |
| 15-10-2020                                                                   | 15-10-2020 |  | 2 807(+0,32%)  |                |
| 16-10-2020                                                                   | 16-10-2020 |  | 2 817(+0,36%)  |                |
| 17-10-2020                                                                   | 17-10-2020 |  | 2 817(=)       |                |
| 18-10-2020                                                                   | 18-10-2020 |  | 2 842(+0,89%)  |                |
| 19-10-2020                                                                   | 19-10-2020 |  | 2 847(+0,18%)  |                |
| 20-10-2020                                                                   | 20-10-2020 |  | 2 847(=)       |                |
| 21-10-2020                                                                   | 21-10-2020 |  | 2 870(+0,81%)  |                |
| 22-10-2020                                                                   | 22-10-2020 |  | 2 872(+0,07%)  |                |
| 23-10-2020                                                                   | 23-10-2020 |  | 2 876(+0,14%)  |                |
| 24-10-2020                                                                   | 24-10-2020 |  | 2 878(+0,07%)  |                |
| 25-10-2020                                                                   | 25-10-2020 |  | 2 883(+0,17%)  |                |
| 26-10-2020                                                                   | 26-10-2020 |  | 2 883(=)       |                |
| 27-10-2020                                                                   | 27-10-2020 |  | 2 890(+0,24%)  |                |
| 28-10-2020                                                                   | 28-10-2020 |  | 2 890(=)       |                |
| 29-10-2020                                                                   | 29-10-2020 |  | 2 903(+0,45%)  |                |
| 30-10-2020                                                                   | 30-10-2020 |  | 2 903(=)       |                |
| 31-10-2020                                                                   | 31-10-2020 |  | 2 905(+0,07%)  |                |
| 01-11-2020                                                                   | 01-11-2020 |  | 2 926(+0,72%)  |                |
| 02-11-2020                                                                   | 02-11-2020 |  | 2 926(=)       |                |
| 03-11-2020                                                                   | 03-11-2020 |  | 2 940(+0,48%)  |                |
| 04-11-2020                                                                   | 04-11-2020 |  | 2 943(+0,1%)   |                |
| 05-11-2020                                                                   | 05-11-2020 |  | 2 943(=)       |                |
| 06-11-2020                                                                   | 06-11-2020 |  | 2 943(=)       |                |
| 07-11-2020                                                                   | 07-11-2020 |  | 2 943(=)       |                |
| 08-11-2020                                                                   | 08-11-2020 |  | 2 943(=)       |                |
| 09-11-2020                                                                   | 09-11-2020 |  | 2 960(+0,58%)  |                |
| 10-11-2020                                                                   | 10-11-2020 |  | 2 960(=)       |                |
| 11-11-2020                                                                   | 11-11-2020 |  | 2 960(=)       |                |
| 12-11-2020                                                                   | 12-11-2020 |  | 2 960(=)       |                |
| 13-11-2020                                                                   | 13-11-2020 |  | 2 980(+0,68%)  |                |
| 14-11-2020                                                                   | 14-11-2020 |  | 3 003(+0,77%)  |                |
| 15-11-2020                                                                   | 15-11-2020 |  | 3 003(=)       |                |
| 16-11-2020                                                                   | 16-11-2020 |  | 3 012(+0,3%)   |                |
| 17-11-2020                                                                   | 17-11-2020 |  | 3 016(+0,13%)  |                |
| 18-11-2020                                                                   | 18-11-2020 |  | 3 016(=)       |                |
| 19-11-2020                                                                   | 19-11-2020 |  | 3 016(=)       |                |
| 20-11-2020                                                                   | 20-11-2020 |  | 3 016(=)       |                |
| 21-11-2020                                                                   | 21-11-2020 |  | 3 047(+1%)     |                |
| 22-11-2020                                                                   | 22-11-2020 |  | 3 047(=)       |                |
| 23-11-2020                                                                   | 23-11-2020 |  | 3 064(+0,56%)  |                |
| 24-11-2020                                                                   | 24-11-2020 |  | 3 069(+0,16%)  |                |
| 25-11-2020                                                                   | 25-11-2020 |  | 3 073(+0,13%)  |                |
| 26-11-2020                                                                   | 26-11-2020 |  | 3 092(+0,62%)  |                |
| 27-11-2020                                                                   | 27-11-2020 |  | 3 104(+0,39%)  |                |
| 28-11-2020                                                                   | 28-11-2020 |  | 3 107(+0,1%)   |                |
| 29-11-2020                                                                   | 29-11-2020 |  | 3 109(+0,06%)  |                |
| 30-11-2020                                                                   | 30-11-2020 |  | 3 109(=)       |                |
| 01-12-2020                                                                   | 01-12-2020 |  | 3 111(+0,06%)  |                |
| 02-12-2020                                                                   | 02-12-2020 |  | 3 118(+0,23%)  |                |
| 03-12-2020                                                                   | 03-12-2020 |  | 3 154(+1,2%)   |                |
| 04-12-2020                                                                   | 04-12-2020 |  | 3 154(=)       |                |
| 05-12-2020                                                                   | 05-12-2020 |  | 3 166(+0,38%)  |                |
| 06-12-2020                                                                   | 06-12-2020 |  | 3 181(+0,47%)  |                |
| 07-12-2020                                                                   | 07-12-2020 |  | 3 181(=)       |                |
| 08-12-2020                                                                   | 08-12-2020 |  | 3 181(=)       |                |
| 09-12-2020                                                                   | 09-12-2020 |  | 3 181(=)       |                |
| 10-12-2020                                                                   | 10-12-2020 |  | 3 181(=)       |                |
| 11-12-2020                                                                   | 11-12-2020 |  | 3 181(=)       |                |
| 12-12-2020                                                                   | 12-12-2020 |  | 3 206(+0,79%)  |                |
| 13-12-2020                                                                   | 13-12-2020 |  | 3 206(=)       |                |
| 14-12-2020                                                                   | 14-12-2020 |  | 3 206(=)       |                |
| 15-12-2020                                                                   | 15-12-2020 |  | 3 222(+0,5%)   |                |
| 16-12-2020                                                                   | 16-12-2020 |  | 3 222(=)       |                |
| 17-12-2020                                                                   | 17-12-2020 |  | 3 222(=)       |                |
| 18-12-2020                                                                   | 18-12-2020 |  | 3 228(+0,19%)  |                |
| 19-12-2020                                                                   | 19-12-2020 |  | 3 228(=)       |                |
| 20-12-2020                                                                   | 20-12-2020 |  | 3 228(=)       |                |
| 21-12-2020                                                                   | 21-12-2020 |  | 3 234(+0,19%)  |                |
| 22-12-2020                                                                   | 22-12-2020 |  | 3 455(+6,8%)   |                |
| 23-12-2020                                                                   | 23-12-2020 |  | 3 455(=)       |                |
| 24-12-2020                                                                   | 24-12-2020 |  | 3 455(=)       |                |
| Fonti: - Ministero della sanità - Ultimo aggiornamento: 8.06.2020, 18:00 GMT |            |  |                |                |

## Cronologia

### Prevenzione
Il 14 marzo, il Sudan del Sud ha sospeso i voli verso i paesi colpiti dal coronavirus. Il 20 marzo, le lezioni in tutte le scuole e università sono state sospese fino al 19 aprile e il vicepresidente Hussein Abdelbagi ha ordinato la sospensione di incontri sportivi, sociali, politici e religiosi per 6 settimane. Questo è stato seguito il 25 marzo da un coprifuoco notturno dalle 20:00 alle 6:00.

### Aprile
Il 5 aprile è stato confermato il primo caso di COVID-19 nel paese: si trattava di un paziente di 29 anni, un lavoratore delle Nazioni Unite che era arrivato il 28 febbraio dai Paesi Bassi, attraverso l'Etiopia. Il Sud Sudan è diventato così il 51º paese africano (su 54) a confermare un caso.
Il secondo caso di COVID-19 è stato confermato il 7 aprile, si trattava di una lavoratrice delle Nazioni Unite, di 53 anni, arrivata da Nairobi il 23 marzo e auto-messa in quarantena.
Il 9 aprile, il Ministero della Pubblica Istruzione ha annunciato che stavano preparando un programma di apprendimento a distanza per gli studenti delle scuole primarie e secondarie via radio e televisione. Il 13 aprile, il Sud Sudan ha sospeso i voli e i trasporti pubblici tra gli stati.
Dopo che 28 persone si sono dimostrate positive il 28 aprile, il coprifuoco è stato esteso dalle 19:00 fino alle 6 di mattina.
Il Sud Sudan ha una popolazione di 14 milioni di persone, ma solo 4 ventilatori.

### Maggio
Sebbene i casi fossero ancora in aumento, il Sudan meridionale ha iniziato il processo di riapertura il 7 maggio. Il coprifuoco è stato ridotto dalle 22:00 alle 6 del mattino e i negozi hanno potuto riaprire con un massimo di cinque occupanti alla volta. Il 12 maggio sono stati riaperti gli aeroporti per voli locali, regionali e internazionali.
Il 14 maggio, il Sud Sudan ha riportato la sua prima morte per COVID-19.
Il 18 maggio, il Primo Vice Presidente Riek Machar ha annunciato che lui e sua moglie, Angelina Teny, sono risultati positivi al virus. Il 19 maggio 2020, il ministro dell'Informazione Michael Makue Loweth e tutti i 15 membri della task force governativa sono risultati positivi al COVID-19. Il vicepresidente James Wani Igga ha annunciato di essere risultato positivo il 30 maggio.

## Statistiche
Questo grafico non è disponibile a causa di un problema tecnico.
Si prega di non rimuoverlo.